# 野口隼人
野口隼人（1983年5月31日—）是一名日本现代五项运动员，身高1.81米，体重71千克。曾参加2010年广州亚运会现代五项比赛，并获得男子个人第七名和男子团体铜牌。